# Jenkins (cráter)
Jenkins es un cráter de impacto que se encuentra en el ecuador de la Luna, cerca del terminador oriental. Está adosado al borde este del cráter satélite ligeramente más grande Schubert X, invadiendo ligeramente su interior. El cráter Nobili está igualmente unido al borde occidental de Schubert X y se introduce ligeramente en el interior de ese lado. Los tres cráteres forman una cadena lineal en el ecuador lunar.
|  |  |  |

Jenkins fue designado previamente Schubert Z antes de recibir su nombre actual de la UAI. El propio cráter Schubert se encuentra al noreste de Jenkins. Al este-noreste de Jenkins se halla el cráter Back, y al sur aparece la pareja de cráteres Van Vleck y Weierstrass.
Se trata de un cráter circular con un borde algo desgastado. El pequeño cráter Schubert J está unido al exterior del brocal en el sureste. El borde occidental de Jenkins está marcado por varios pequeños cráteres. El suelo interior carece relativamente de rasgos distintivos, marcado por unos pequeños cráteres. No presenta pico central en la plataforma.